# RSV Borken 22

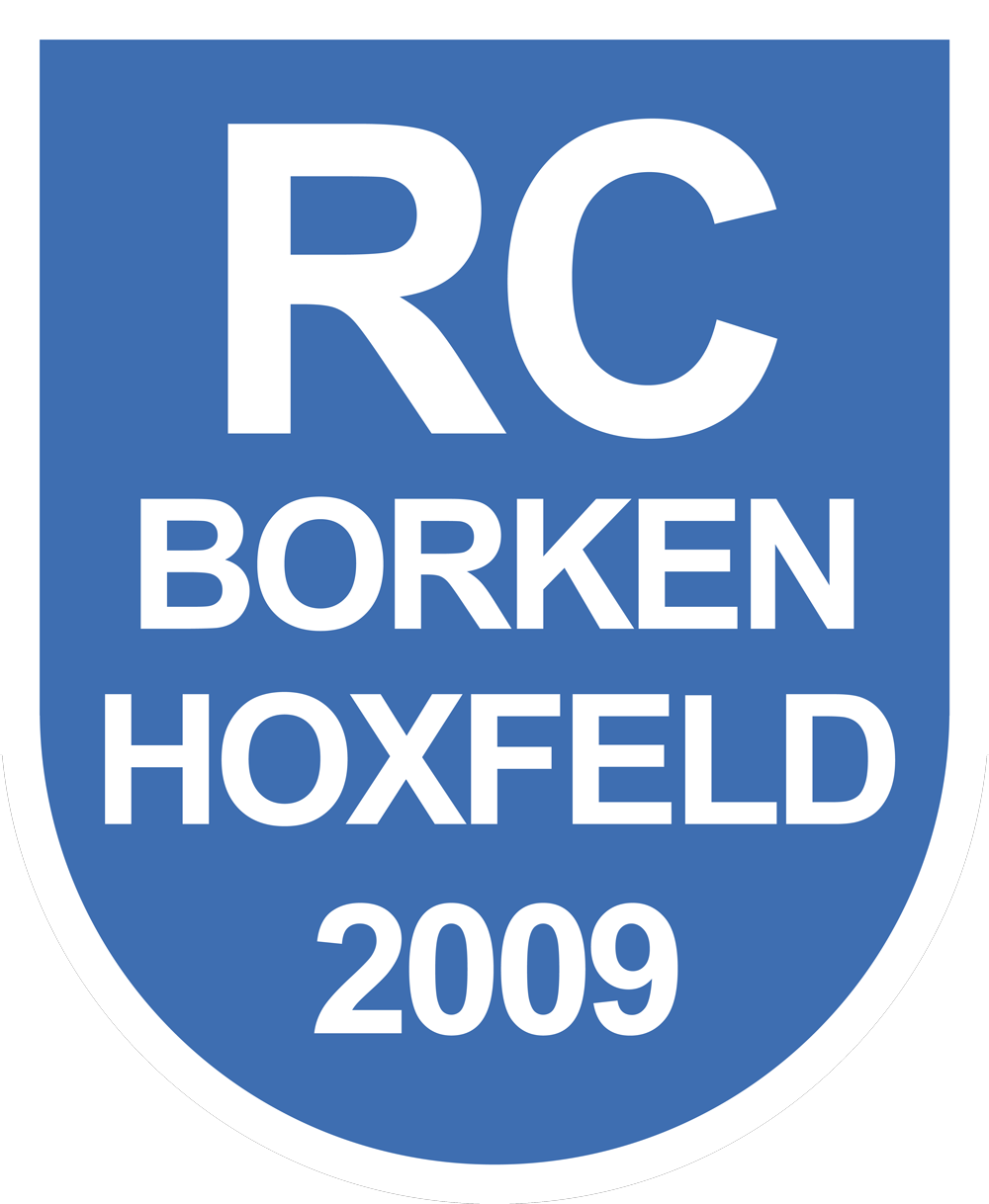
Historisches Wappen des RC Borken Hoxfeld 2009 e. V.

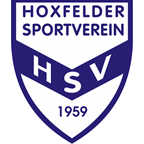
Historisches Wappen des Hoxfelder Sportvereins 1959 e. V.

Der RSV Borken 22 e. V. ist ein Sportverein in Borken. Das Vereinsheim liegt im Borkener Vorort Hoxfeld, wo ebenfalls die Fußballplätze des Vereins, der Hoxfelder Sportpark am Kaninchenberg, beheimatet sind. Zum 1. Juli 2022 fusionierte der RC Borken-Hoxfeld gemeinsam mit dem SV Burlo zum RSV Borken 22 und bildet seither einen der größten Sportvereine Borkens. Der SV Burlo wurde bereits 1949 gegründet. Der RC Borken-Hoxfeld wurde im Jahr 2009 im Rahmen der Fusion der ehemals eigenständigen Vereine Hoxfelder Sportverein 1959 und RC Borken 1973 gegründet.

## Skurios Volleys Borken
Die erste Frauen-Volleyballmannschaft des RSV Borken 22 tritt unter dem Namen Skurios Volleys Borken an. Bis zur Saison 2022/23 spielten sie in der 2. Bundesliga Nord. Der Name geht auf den Hauptsponsor, das Borkener Möbelhaus Skurios, zurück. In der Saison 2018/19 gewannen die Volleyballerinnen ungeschlagen die Meisterschaft. 2021/22 konnten sie diesen Erfolg wiederholen. Ab der Saison 2023/24 spielten sie in der neu gegründeten eingleisigen zweithöchsten Spielklasse, der 2. Bundesliga Pro. In der folgenden Saison 2024/25 wurden sie dann Meister der 2. Bundesliga Pro und spielen in der Saison 2025/26 in der 1. Bundesliga.

### Mannschaft
Der Kader für die Saison 2025/26 besteht aus folgenden Spielerinnen:
| Name                 | Nr. | Nation      | Größe  | Geburtsdatum  | Position | im Verein seit | Vertrag bis |
| -------------------- | --- | ----------- | ------ | ------------- | -------- | -------------- | ----------- |
| Lena Bernhard        | 1   | Deutschland | 1,84 m | 24. Aug. 2001 | AA       | 2023           | 2026        |
| Fabienne Coenders    | 12  | Niederlande | 1,80 m | 12. Dez. 1992 | AA       | 2018           | 2026        |
| Melisa Nafia Demirer | 2   | Deutschland | 1,68 m | 2. Feb. 2004  | L        | 2025           | 2026        |
| Ditte Kjær Hansen    | 4   | Dänemark    | 1,60 m | 17. März 1997 | L        | 2024           | 2026        |
| Sandra Hövels        | 7   | Deutschland | 1,80 m | 24. Juni 1998 | MB       | 2023           | 2026        |
| Liza Kastrup         | 17  | Deutschland | 1,87 m | 5. Okt. 1999  | D        | 2025           | 2026        |
| Chaine Konjer        | 10  | Deutschland | 1,80 m | 13. Juni 2003 | Z        | 2022           | 2026        |
| Lara Kretschmer      | 6   | Deutschland | 1,89 m | 29. Aug. 2001 | MB       | 2025           | 2026        |
| Marika Loker         | 5   | Deutschland | 1,85 m | 29. Aug. 2001 | D        | 2020           | 2026        |
| Doreen Luther        | 3   | Deutschland | 1,87 m | 13. Aug. 2025 | MB       | 2020           | 2026        |
| Pia Mohr             | 11  | Deutschland | 1,82 m | 24. Nov. 2002 | AA       | 2025           | 2026        |
| Madleen Piest        | 15  | Deutschland | 1,86 m | 15. Juni 1995 | AA       | 2025           | 2026        |
| Hannah Rudde         | 9   | Deutschland | 1,76 m | 20. Apr. 2006 | Z        | 2021           | 2026        |

Positionen: AA = Annahme/Außen, D = Diagonal, L = Libero, MB = Mittelblock, Z = Zuspiel
| Neuzugänge 2025      | Neuzugänge 2025              | Abgänge 2025           | Abgänge 2025 |
| Spielerin            | bisheriger Verein            | Spielerin              | neuer Verein |
| -------------------- | ---------------------------- | ---------------------- | ------------ |
| Melisa Nafia Demirer | Blau-Weiß Dingden            | Carolin Beining        | unbekannt    |
| Liza Kastrup         | Nea Salamina Famagusta       | Sara Hansen            | ASV Elite    |
| Lara Kretschmer      | University of North Carolina | Rēzija Mazure-Mago     | unbekannt    |
| Pia Mohr             | Schwarz-Weiss Erfurt         | Anastasiia Petrychenko | unbekannt    |
| Madleen Piest        | Rote Raben Vilsbiburg        | Simone Speer           | Karriereende |

Cheftrainerin ist seit 2024 Danuta Brinkmann. Ihre Co-Trainer sind Kira Walkenhorst, Arne Ohlms und Lea Hacker. Mannschaftsarzt Holger Klinkenbusch sowie die Physiotherapeuten Franz Josef Jüditz und Marius Lange sorgen für die medizinische Versorgung.

## Bekannte (ehemalige) Spieler und Trainer
Fußball
- Dieter Götz
- Lars Bleker

Volleyball
- Anika Brinkmann
- Sina Kostorz[20]
- Pia Walkenhorst
- Liu Changcheng
- Linda Bock[21]
- Jana, Lynn und Lotte Braakhuis[22]

Basketball
- Rob Stearns